# Свети Георги (Заграде)
Вижте пояснителната страница за други значения на Свети Георги.
„Свети Георги“ е възрожденска църква в Заграде (Хисарлъка), днес квартал на Гърмен, България, част от Неврокопската епархия на Българската православна църква.

## История
Църквата е построена в 1864 година. В 1866 година в църквата рисува неврокопският майстор Серги Георгиев и Иван Терзиев от Банската художествена школа.